# Élection présidentielle islandaise de 1988
L'élection présidentielle islandaise de 1988 vise à élire le président de l'Islande. Vigdís Finnbogadóttir a remporté cette élection, pour un troisième mandat après sa  première élection en 1980 et une  réélection d'office en 1984 en raison de l'absence de candidats s'étant opposés à elle.

## Résultats du vote parrégion
|                        | Reykjavik | Suðurnes | Vesturland | Vestfirðir | Norðurland vestra | Norðurland eystra | Austurland | Suðurland | Total  | Exprimés |
| ---------------------- | --------- | -------- | ---------- | ---------- | ----------------- | ----------------- | ---------- | --------- | ------ | -------- |
| Sigrún Þorsteinsdóttir | 5,5 %     | 5,5 %    | 5,4 %      | 5,4 %      | 6,1 %             | 4,4 %             | 5,6 %      | 5,4 %     | 5,4 %  | 6 712    |
| Vigdís Finnbogadóttir  | 94,5 %    | 94,5 %   | 94,6 %     | 94,6 %     | 93,9 %            | 95,6 %            | 94,4 %     | 94,6 %    | 94,6 % | 117 292  |
| Total                  | 100 %     | 100 %    | 100 %      | 100 %      | 100 %             | 100 %             | 100 %      | 100 %     | 100 %  | 124 004  |

## Sources
L'ensemble des données présentées ainsi que leur consolidation sont issues du service national islandais de statistiques.